# Setifer
Setifer is een monotypisch geslacht van zoogdieren uit de familie van de familie van de tenreks (Tenrecidae). De wetenschappelijke naam van het geslacht werd voor het eerst geldig gepubliceerd door Froriep in 1806.

## Soort
- Setifer setosus (Schreber, 1778) (Grote egeltenrek)